# الكوم الأحمر (الجيزة)
قرية الكوم الأحمر هي إحدى القرى التابعة لمركز أوسيم في محافظة الجيزة في جمهورية مصر العربية. حسب إحصاءات سنة 2006، بلغ إجمالي السكان في الكوم الأحمر 18802 نسمة، منهم 9765 رجل و9037 امرأة.